# Schalenstein von Wiershausen

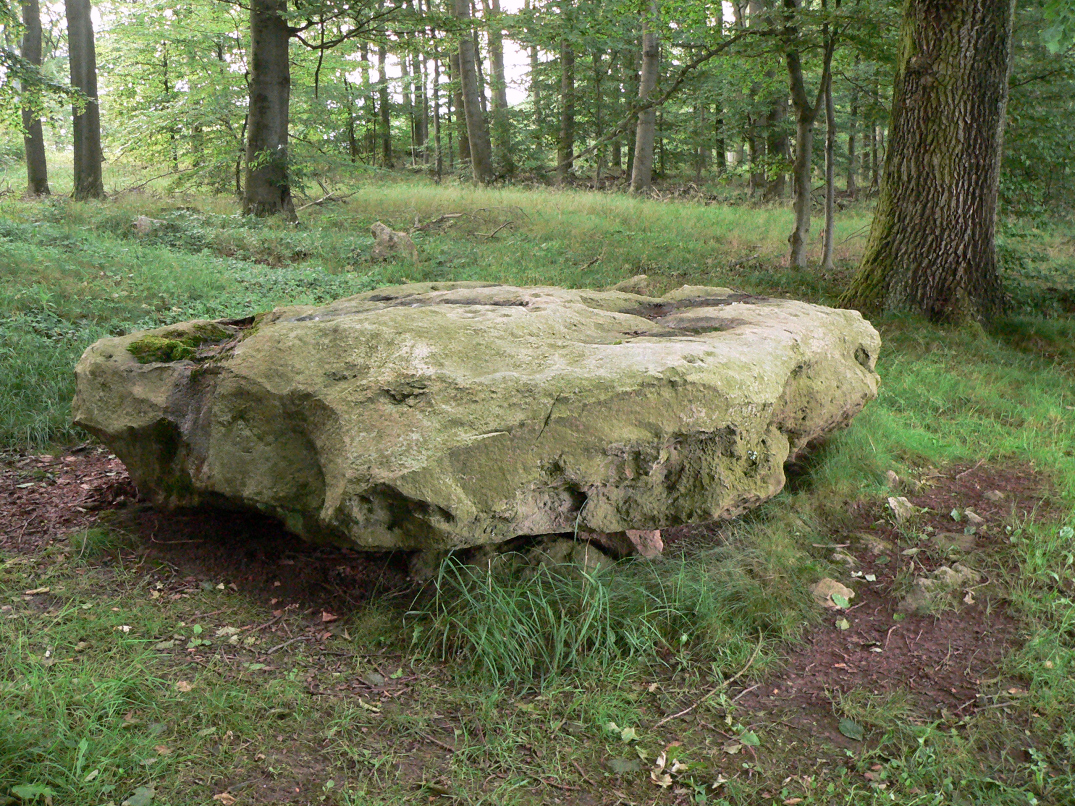
Schalenstein bei Wiershausen unter einer Eiche

Der Schalenstein von Wiershausen ist ein vorgeschichtlicher Schalenstein in Wiershausen, einem Ortsteil der Stadt Hann. Münden in Niedersachsen.

## Beschreibung

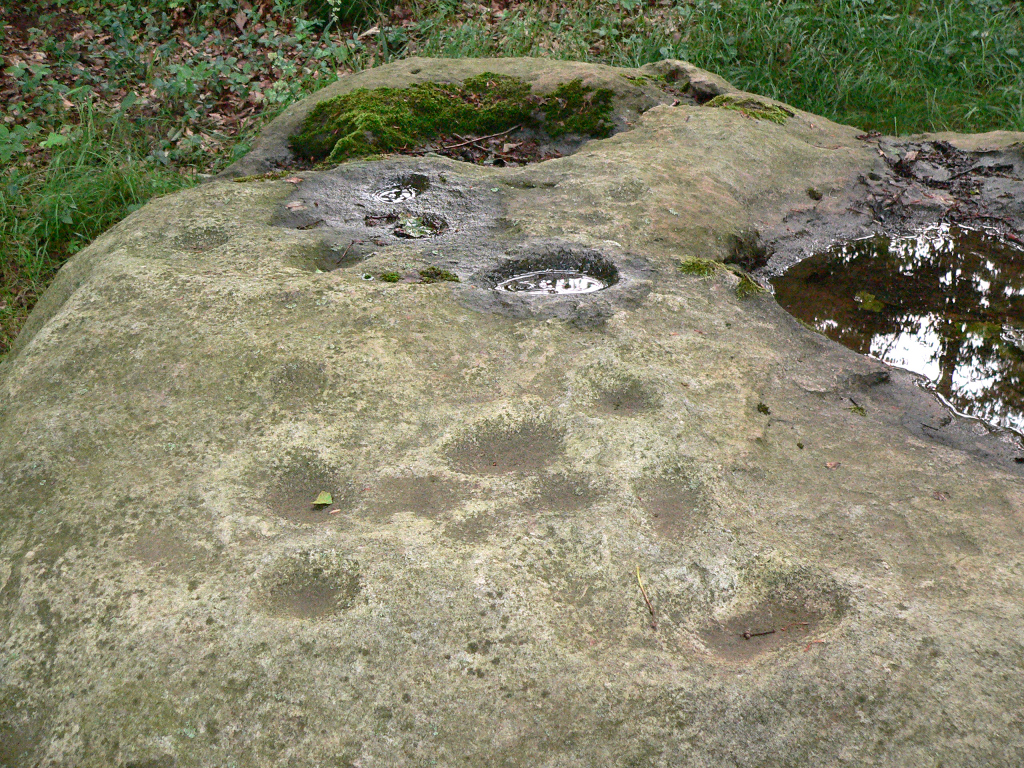
Schälchen, zum Teil mit Regenwasser gefüllt

Der unregelmäßig geformte Quarzitblock hat die Ausmaße von 2,8 × 2,2 m. Auf seiner Oberfläche finden sich 55 eingetiefte, ovale Schälchen. Des Weiteren entdeckte man eine bronzene Petschaftnadel, einen Bronzedolch, sowie Reste der Griffschale aus Horn und der Scheide des Dolches aus Erlenholz. Dies lässt vermuten, dass die Funde Beigaben einer bronzezeitlichen Bestattung waren, die direkt auf dem Schalenstein vorgenommen wurde. Untersuchungen des Erdbodens ergaben, dass dieser intensiv mit Leichenwachs angereichert war, man bestattete demnach den Mann auf dem Schalenstein und überdeckte ihn mit einem Grabhügel, was eher ungewöhnlich ist und eine unmittelbare Entsprechung lediglich bei dem Fund des Schalensteins beim Großsteingrab von Bunsoh haben dürfte.

## Fundort
Der Stein wurde nach seiner Ausgrabung an einen ebenfalls vorgeschichtlichen Grabhügel am Waldrand versetzt. Seine ursprüngliche Fundstelle lag ein Stück („400 Schritte“) südlich seines heutigen Standortes inmitten eines Feldes unterhalb der Ackeroberfläche, wo er 1952 ausgegraben wurde. In den folgenden Jahren untersuchte man die Reste des Hügels und ermittelte einen zweiten Hügel. Ein Bericht, der auf das Jahr 1878 datiert, bezeugt noch weitere 10 Hügelgräber im Bereich der Fundstelle, die sich mitunter gar im Wald oder auf Weideland befanden und allesamt von Steinkränzen eingefasst waren. Die meisten von ihnen wurden, nach der Feldverkoppelung Ende des 19. Jahrhunderts überackert und eingeebnet, als letzter verblieb lediglich derjenige am Waldrand.
Nach dem Lehrer und Heimatpfleger Fritz Bertram Jünemann (1954) liegt hier das südlichste Vorkommen religiös verehrter Steine in Niedersachsen vor. In der Nähe liegen die Altarsteine bei Dransfeld.